# Antoine Baudoin
Antoine Baudoin est un homme politique français né le 28 mars 1768 à Aubigny-sur-Nère (Cher) et mort le 7 mars 1853 à Bourges (Cher).

## Biographie
Président d'administration cantonale sous la Révolution, il est procureur impérial à Sancerre en 1813 et député du Cher en 1815, pendant les Cent-Jours. Il est conseiller à la cour d'appel de Bourges de 1826 à 1830.

## Sources
- « Antoine Baudoin », dans Adolphe Robert et Gaston Cougny, Dictionnaire des parlementaires français, Edgar Bourloton, 1889-1891 [détail de l’édition]